# АЕГ G.IV
АЕГ G.IV (нем. AEG G.IV) је двомоторни, двокрилни, троседи авион бомбардер кога је у току Првог светског рата развила и производила немачка фирма AEG за потребе немачког ваздухопловства.

## Пројектовање и развој
Авион АЕГ G.IV (AEG - Allgemeine Elektrizitats-Gesellschaft) је изведен је из ранијег АЕГ G.III. Пројектован као тактички бомбардер, релативно модерна технологија обухватала је радио станицу и електрично грејана одела за посаду. Први пробни лет је обављен 1916. године. Исте године је уведен у оперативну употребу и коришћен је до краја рата. АЕГ G.IV је био квалитетан и поуздан авион и посада је волела да лети са њим. Иако је за то време био велики авион био је лак за управљање  и уливао је посади сигурност - био је то изузетно робустан авион. За разлику од осталих немачких бомбардера као што су „Gotha“ и Fridrihshaven, АЕГ G.IV је имао потпуно металну решеткасту конструкцију од заварених челичних цеви. Добро опремљен и наоружан, иако је кокпит задњег стрелца био на горњој страни трупа, био је опремљен зглобним прозором у поду за гледање и одбрану од ловачких авиона са доње задње полусфере.

## Технички опис
Труп авиона АЕГ G.IV је био челичне конструкције направљене од заварених челичних цеви, правоугаоног попречног пресека обложен делом: лимом, шпером или платном. У трупу авиона су биле смештене три кабине у тандем распореду (једна за другом). У првој кабини је био смештен посматрач (извиђач) који је уједно руковао и предњим митрељезом. Пилот је седео у другој кабини док је у трећој кабини седео репни стрелац. На трупу авиона са доње стране у висини крила налазили су се спољни носачи бомби.
Авион АЕГ G.IV је имао два линијска шестоцилиндрична мотора 2 х Mercedes DIVa снаге 260 KS сваки са воденим хлађењем смештених у гондоле. Гондоле су била метална кућишта смештена између горњих и доњих крила. Поред мотора у њима су били смештени хладњак за расхладну течност, хладњак за уље и резервоари за гориво и уље. Мотори су били окренути у смера кретања авиона па су на вратилима мотора биле постављене дрвене двокраке вучне елисе. Хладњаци за расхладну течност мотора су се налазили између елисе и мотора. Капотаже мотора су обезбеђивале минимални аеродинамички отпор при лету авиона.
Крила су била класичне мешовите конструкције (метал + дрво) са две рамењаче, средње дебелог профила, пресвучена импрегнираним платном. Облик крила је био трапезаст, а димензије горњих и доњих крила су биле исте. Горња и доња крила су била поравната по нападној ивици крила. До нивоа мотора крила су била управна на осу трупа а одатле до крајева су била благо закошена према репу. Крила су између себе била повезана са сваке стране крила са по два пара упорница и затезачима од челичне жице. Крилца за управљање авионом су се налазила само на горњим крилима. Челична конструкција која је носила моторе била је везана за труп авиона, горње и доње крило као и за стајни трап авиона. Овако изведена конструкција је додатно укручивала крила и њихову везу са трупом авиона. Реп авиона је класично изведен са једним вертикалним стабилизатором и кормилом правца и хоризонталним стабилизаторима са кормилима висине и направљени су као и крила, металне конструкције пресвучене платном. Хоризонтални стабилизатори су са доње стране били упорницама ослоњени на труп авиона
Стајни трап испод сваке гондоле мотора налазио се пар точкова који су носећом челичном конструкцијом била повезана са носећом конструкцијом мотора. Точкови су били насађени на круту фиксну осовину. Испод репа авиона се налазила еластична дрљача као трећа ослона тачка.
Авион је био наоружан са два митраљеза калибра 7,9 mm. Један митраљез је био постављен у кљун авиона за заштиту авиона из предње сфере а други се налазио код другог стрелца који је седео иза пилота, био је окренут ка репу авиона и задатак му је био заштита авиона са задње сфере. Сваки од митраљеза био је снабдевен са по 500 метака. Поред овога авион је могао да понесе до 400 kg бомби.

## Варијанте
- АЕГ G.IV - Серијски израђиван тактички бомбардер.
- АЕГ G.IVb - Са крилом повећаног размаха.
- АЕГ G.IVk - Јуришни авион опремљен са два топа Becker калибра 20 mm.

## Оперативно коришћење
Бомбардер АЕГ G.IV ступио је у службу у немачким ваздухопловним снагама већ крајем 1916. године. Због свог релативно малог долета (750 km), G.IV је служио углавном као тактички бомбардер, делујући близу првих линија фронта. G.IV је летео и дању и ноћу у Француској, Румунији, Бугарској, Грчкој (Солунски фронт) и Италији, али како је рат одмицао, АЕГ G.IV се све више ограничавао на ноћне мисије. Многе ноћне операције сматрале су се узнемиравајућим активностима без одређених циљева, али са намером да се ноћу поремети активност непријатеља и можда нанесе нека колатерална штета.
АЕГ G.IV је носио до 400 kg слободно падајућих бомби. G.IV је био познат као лака машина за летење. Познато је да су неке G.IV посаде (кампфгешвадер-а 4) летеле дневно и по седам борбених задатака на италијанском фронту. Значајна акција овог авиона је била мисија хауптмана Хермана Кола који је својим бомбардером АЕГ G.IV напао железнички депо у Падови Италија.

## Земље које су користиле овај авион
- Бугарска
- Немачко царство

## Сачувани примерци
Један примерак авиона АЕГ G.IV је сачуван у Канадском музеју ваздухопловства. Ово  је значајано не само као једини такве врсте који постоји, већ и као једини сачувани немачки двомоторни борбени авион из Првог светског рата.